# 光烟草
光烟草（学名：Nicotiana glauca），是茄科烟草属下的一个种。